# Estación Santuario
Santuario es la décima estación de la Línea 3 del Tren Ligero de Guadalajara en sentido sur-oriente a nor-poniente, y la novena en sentido opuesto; es también una de las cinco estaciones del tramo subterráneo en dicha línea.
Esta estación se ubica bajo el Paseo Fray Antonio Alcalde, entre las calles Juan Álvarez y Manuel Acuña, así como bajo el Santuario de Nuestra Señora de Guadalupe, del que toma su nombre.
El logotipo de la estación es una imagen estilizada del Santuario de Nuestra Señora de Guadalupe.  Tiene dos accesos, uno justo en el parque jardín del Santuario hacia la calle Manuel Acuña y otro en la esquina de Paseo Alcalde hacia la calle Juan Álvarez.
Durante las obras de construcción de la línea 3, la Secretaría de Comunicaciones y Transportes anunció que a partir de junio de 2017 se llevan a cabo las reparaciones a 16 fincas a lo largo de Av. Alcalde/16 de Septiembre -afectadas por el paso de La Tapatía- que necesitan arreglo por fisuras o grietas; la dependencia señaló que el uso de explosivos en las obras de construcción quedó totalmente descartado y nunca se requirieron.

## Puntos de interés
- Santuario de Nuestra Señora de Guadalupe
- Palacio Federal
- ISSSTE Delegación Estatal
- Servicio Postal Mexicano Oficina postal
- Edificio del SEMS de la U. de G. (calle Liceo)
- Hospital Civil de Guadalajara
- Instituto Jalisciense de Ciencias Forenses

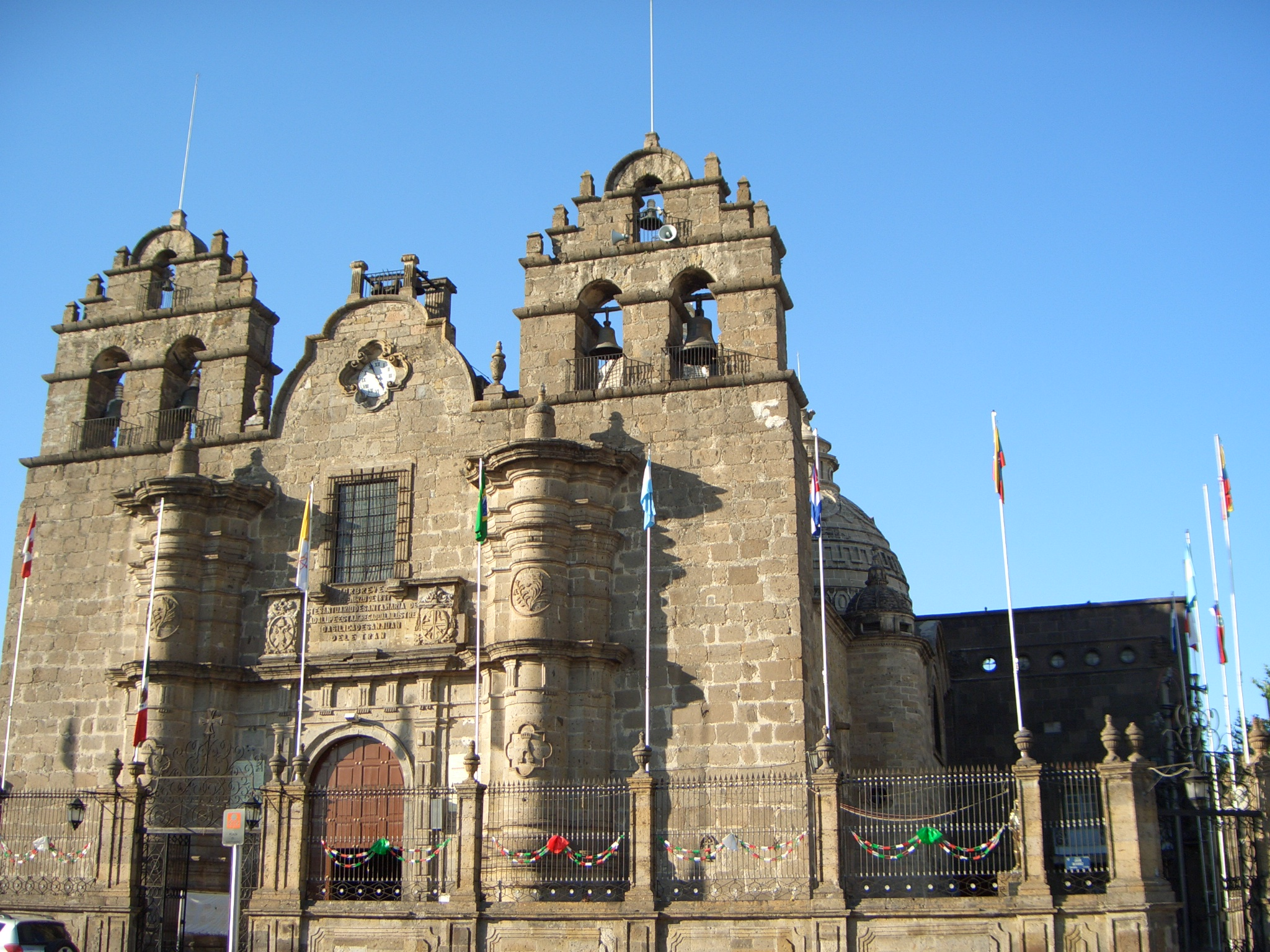
El Santuario de Nuestra Señora de Guadalupe, sobre la estación homónima.

- Museo Panteón de Belén
- Templo de Nuestra Señora de Belén
- Jardín Botánico